# Atlantopandalus propinqvus
Atlantopandalus propinqvus är en kräftdjursart som först beskrevs av Georg Ossian Sars 1870. Enligt Catalogue of Life ingår Atlantopandalus propinqvus i släktet Atlantopandalus och familjen Pandalidae, men enligt Dyntaxa är tillhörigheten istället släktet Pandalus och familjen Pandalidae. Arten är reproducerande i Sverige. Inga underarter finns listade i Catalogue of Life.